# Боричевский, Александр Ярославович
Александр Ярославович Боричевский (род. 25 июня 1970, Мурманск) — российский легкоатлет, специалист по метанию диска. Выступал за сборную России по лёгкой атлетике в 1990-х и 2000-х годах, многократный победитель и призёр первенств национального значения, участник трёх летних Олимпийских игр. Представлял Санкт-Петербург. Мастер спорта России международного класса.

## Биография
Александр Боричевский родился 25 июня 1970 года в Мурманске.
Занимался лёгкой атлетикой в Санкт-Петербурге, в разное время был подопечным тренеров В. Лукьянчикова, В. Лёвушкина, А. Андреева. Выступал за Российскую Армию и профсоюзы. Окончил Санкт-Петербургскую академию сервиса и экономики (2003).
Впервые заявил о себе на всероссийском уровне в сезоне 1994 года, когда стал серебряным призёром на открытом зимнем чемпионате России по длинным метаниям в Адлере и на летнем чемпионате России в Санкт-Петербурге.
В 1995 году одержал победу на зимнем чемпионате России в Адлере, взял бронзу на летнем чемпионате России в Москве, в составе российской национальной сборной выиграл бронзовую медаль на Всемирных военных играх в Риме.
В 1996 году был лучшим на зимнем чемпионате России в Сочи, стал третьим на летнем чемпионате России в Санкт-Петербурге. Благодаря череде удачных выступлений удостоился права защищать честь страны на летних Олимпийских играх в Атланте — на предварительном квалификационном этапе показал результат 56,46 метра и в финал не вышел
На чемпионате России 1997 года в Туле превзошёл всех своих соперников в метании диска и завоевал золотую медаль. Позже отметился выступлением на чемпионате мира в Афинах.
В 1998 году на чемпионате России в Москве вновь взял верх над всеми оппонентами и получил золото.
В 1999 году на чемпионате России в Туле стал серебряным призёром, на Кубке Европы в Париже был вторым и четвёртым в личном и командном зачётах соответственно, на чемпионате мира в Севилье занял итоговое восьмое место.
На чемпионате России 2000 года в Туле взял бронзу, тогда как на Олимпийских играх в Сиднее метнул диск на 61,98 метра, остановившись на предварительном квалификационном этапе.
В 2001 году одержал победу на зимнем чемпионате России в Адлере, стал бронзовым призёром на Европейском вызове по зимним метаниям в Ницце и на летнем чемпионате России в Туле.
В 2002 году в очередной раз выиграл зимний чемпионат России в Адлере, получил серебро на Европейском вызове по зимним метаниям в Пуле и на летнем чемпионате России в Чебоксарах, взял бронзу на Всемирном военном чемпионате в Триволи.
В 2003 году в третий раз подряд победил на зимнем чемпионате России в Адлере, стал серебряным призёром на летнем чемпионате России в Туле, стартовал на чемпионате мира в Париже, добавил в послужной список награду серебряного достоинства, полученную на Всемирных военных играх в Катании.
В 2004 году был лучшим на зимнем и летнем чемпионатах России. Находясь в числе лидеров российской легкоатлетической сборной, благополучно прошёл отбор на Олимпийские игры в Афинах — на сей раз показал результат 58,19 метра и так же в финал не вышел.
После афинской Олимпиады Боричевский ещё достаточно долго оставался действующим спортсменом и продолжал показывать высокие результаты на всероссийском уровне. Так, в 2005 году он выиграл бронзовую медаль на зимнем чемпионате России в Адлере, в 2006 году победил на зимнем чемпионате России в Адлере и взял бронзу на летнем чемпионате России в Туле.
В 2007 году выиграл зимний чемпионат России в Адлере, в то время как на Кубке Европы в Мюнхене стал третьим и пятым в личном и командном зачётах соответственно.
На чемпионате России 2008 года в Казани занял третье место в метании диска.
В 2009 году выиграл серебряную медаль на чемпионате России в Чебоксарах.
Завершил спортивную карьеру по окончании сезона 2010 года.
За выдающиеся спортивные достижения удостоен почётного звания «Мастер спорта России международного класса» (1995).
Впоследствии занимался тренерской деятельностью.